# Plac Lenina w Brześciu
Plac Lenina (ros. Площадь Ленина, dawniej: Traugutta) – reprezentacyjny plac w centrum Brześcia, przy którym znajdują się liczne ważne dla miasta i regionu budynki.
Plac zlokalizowany jest w ciągu ulicy Lenina (dawniej: Bulwarnej), na przecięciu Puszkińskiej (dawniej: 3 Maja). Stoją przy nim następujące obiekty:
- kościół Podwyższenia Krzyża Świętego z 1856, do budowy którego wykorzystano cegłę ze starych brzeskich kościołów. Wewnątrz mieści się obraz Matki Boskiej Brzeskiej, uważany za cudowny. Budynek ma bardzo dobrą akustykę,
- budynek Regionalnego Komitetu Wykonawczego (siedziba obwodu brzeskiego, dawniej Urząd Wojewódzki Poleski) z 1938,
- Narodowy Bank Republiki Białorusi - oddział obwodowy z 1926 (projektant - Stanisław Filasiewicz),
- budynek szpitala miejskiego z 1935,
- budynek administracyjny dzielnicy Lenińskiej z 1977.